# Caligo eurilochus
Hibou
Pour l'autre espèce de papillons appelée « Hibou », voir Noctua pronuba. Pour tous les homonymes, voir Hibou (homonymie).
Espèce
Caligo eurilochus, le Hibou, est une espèce de lépidoptères (papillons) de la famille des Nymphalidae, de la sous-famille des Morphinae et du genre Caligo.

## Systématique
Caligo eurilochus a été décrit par Pieter Cramer en 1775 sous le nom initial de Papilio eurilochus.

### Sous-espèces
- Caligo eurilochus eurilochus ; présent au Surinam.
- Caligo eurilochus delectans Joicey & Kaye, 1917 ; présent  au Venezuela.
- Caligo eurilochus livius Staudinger, [1886] ; présent en Colombie.
- Caligo eurilochus mattogrossensis Ribeiro, 1931 ; présent au Brésil.
- Caligo eurilochus pallidus Fruhstorfer, 1912 ; présent en Bolivie.

## Noms vernaculaires
Caligo eurilochus est appelé « Hibou » en français (nom qui désigne aussi un autre papillon : Noctua pronuba) et forest giant owl en anglais.

## Description
Caligo eurilochus est un très grand papillon, d'une envergure variant de 100 à 130 mm, au bord externe des ailes antérieures concave avec le dessus des ailes de couleur marron à zone basale bleue.
Le revers est marron avec un très gros ocelle noir cerclé de jaune sur chaque aile postérieure mimant les yeux d'un hibou ou d'une grenouille arboricole.

### Chenille

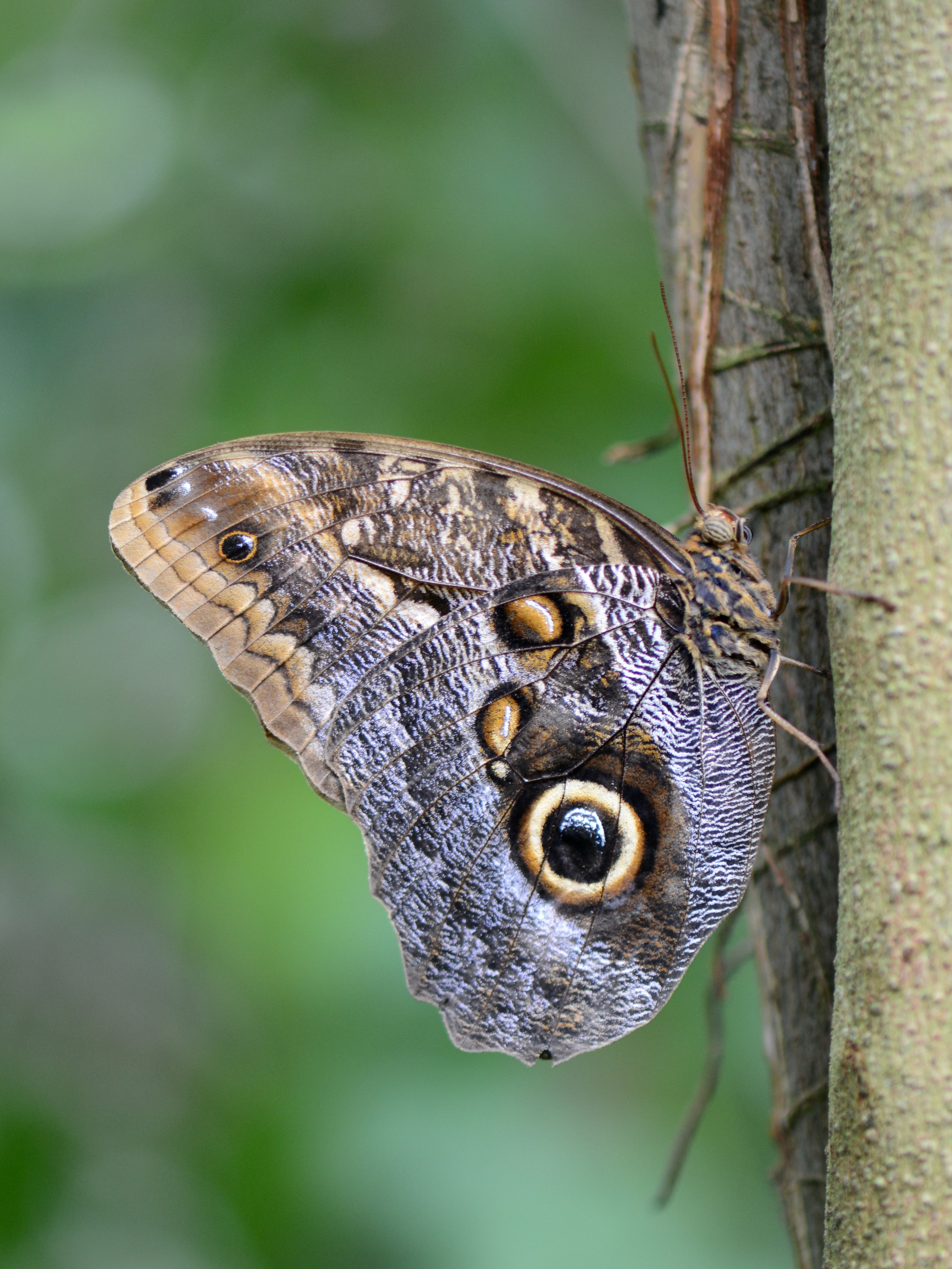
Caligo eurilochus revers

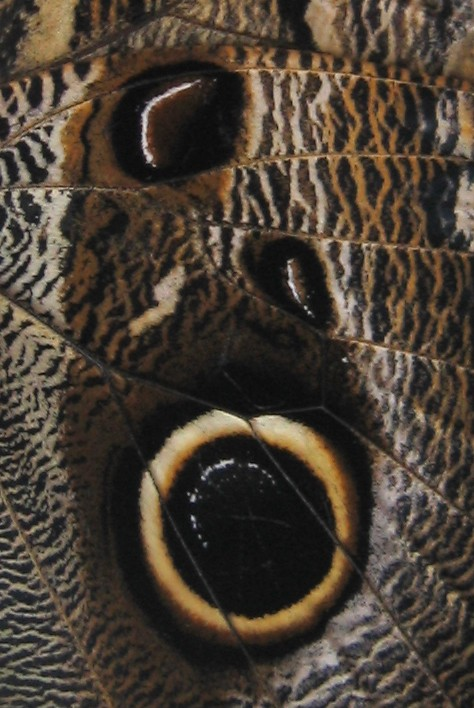
détail du revers

Sa chenille à queue bifide est marron foncé avec six pseudo-épines sur le corps et huit cornes sur la tête.

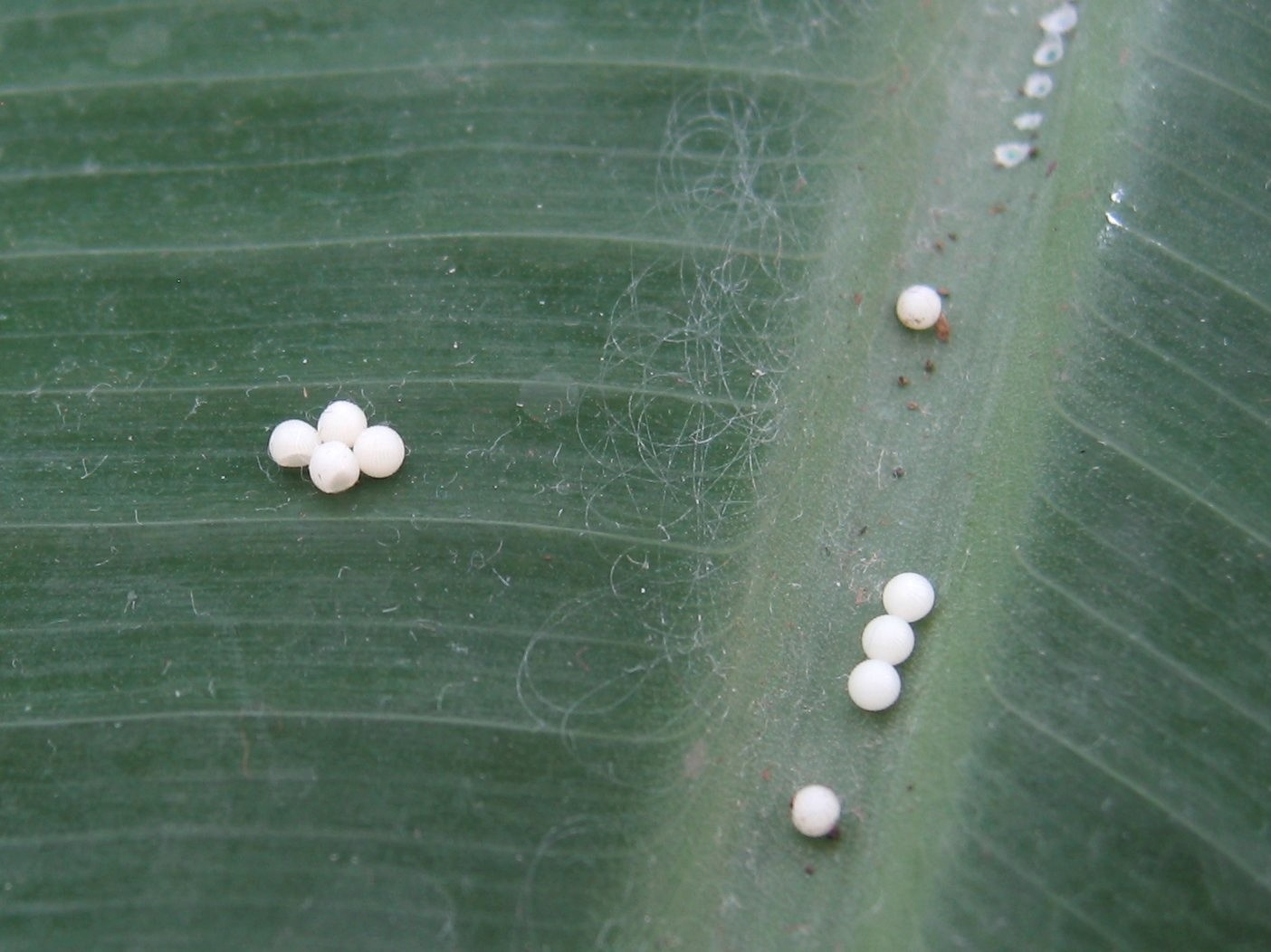
Œufs.
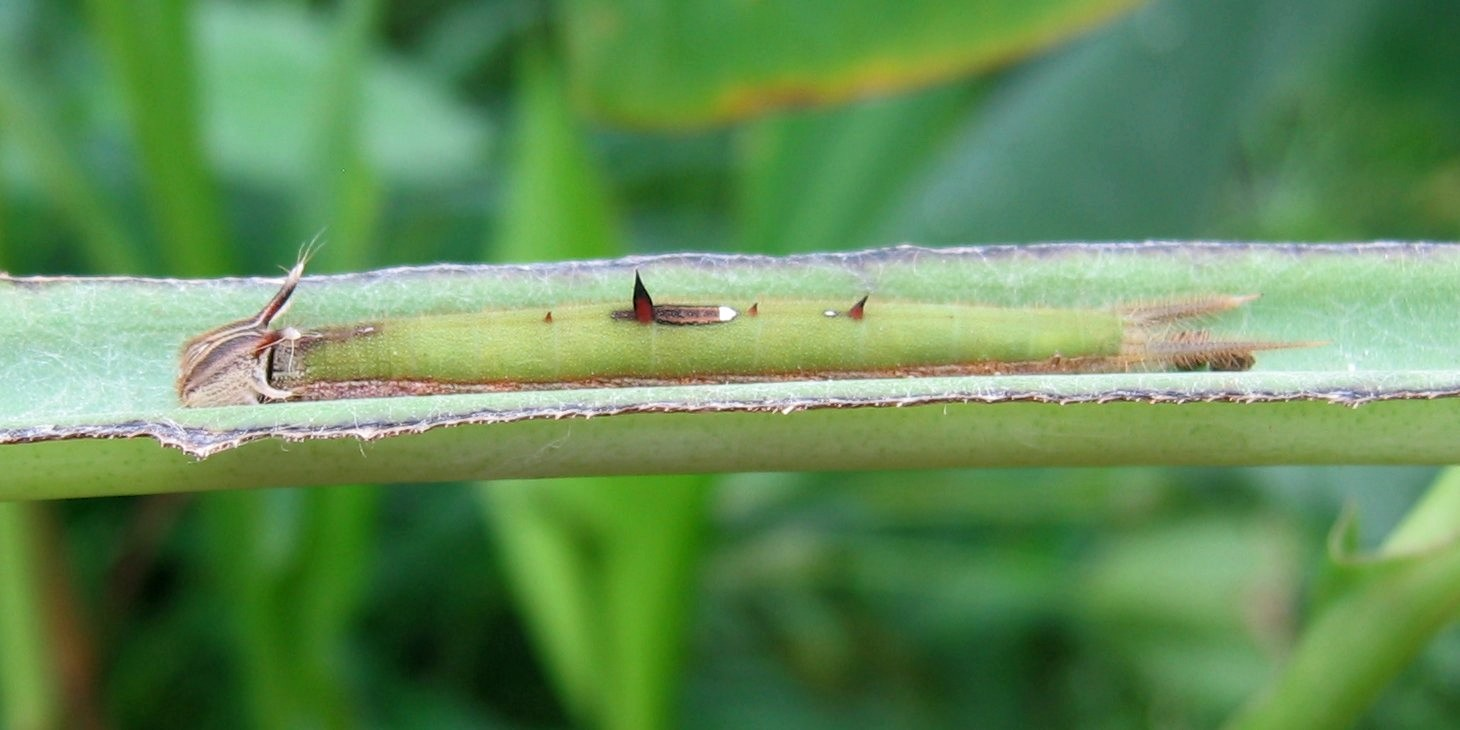
Jeune chenille.
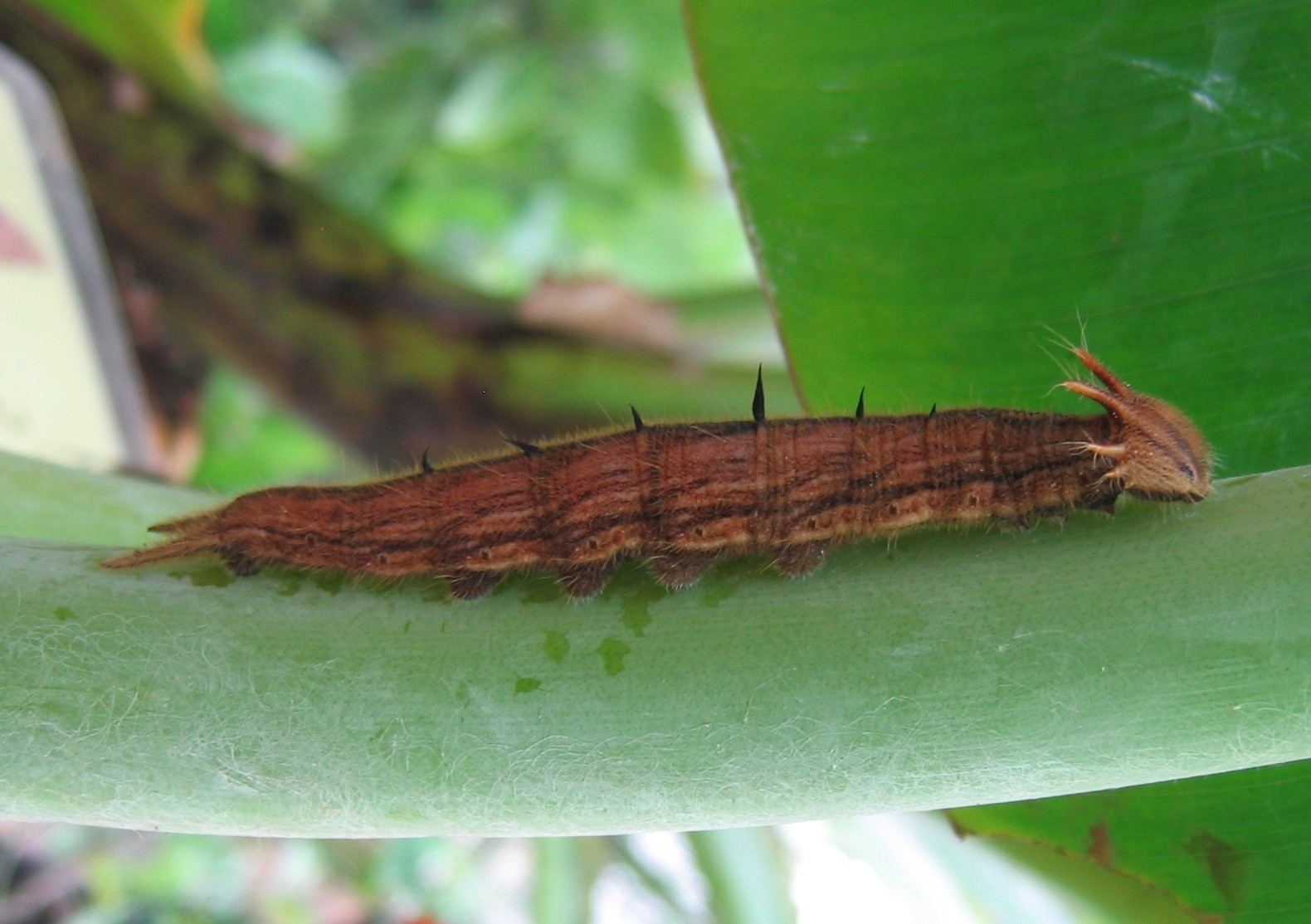
Chenille.

### Parasitisme
Une toute petite guêpe parasitoïde de la famille des Trichogrammatidae parasite les œufs de Caligo eurilochus.

## Biologie

### Plantes hôtes
Les plantes hôtes de sa chenille sont des Musa (bananiers, famille des Musaceae), des Cathalea (Marantaceae) et Heliconia (Heliconiaceae).

## Écologie et distribution
Caligo eurilochus est présent au Mexique, au Venezuela, en Colombie, en Équateur, en Bolivie, au Brésil, au Surinam, en Guyana et en Guyane.

### Biotope
Il réside dans la forêt humide.

### Protection
Pas de statut de protection particulier.

## Philatélie
La poste brésilienne a émis un timbre d'une valeur de 12 cruzeiros à son effigie en 1979.